# Achillea magnifica
Achillea magnifica là một loài thực vật có hoa trong họ Cúc. Loài này được Heimerl ex Hub.-Mor. mô tả khoa học đầu tiên năm 1974.